# Mittelbayerische Zeitung

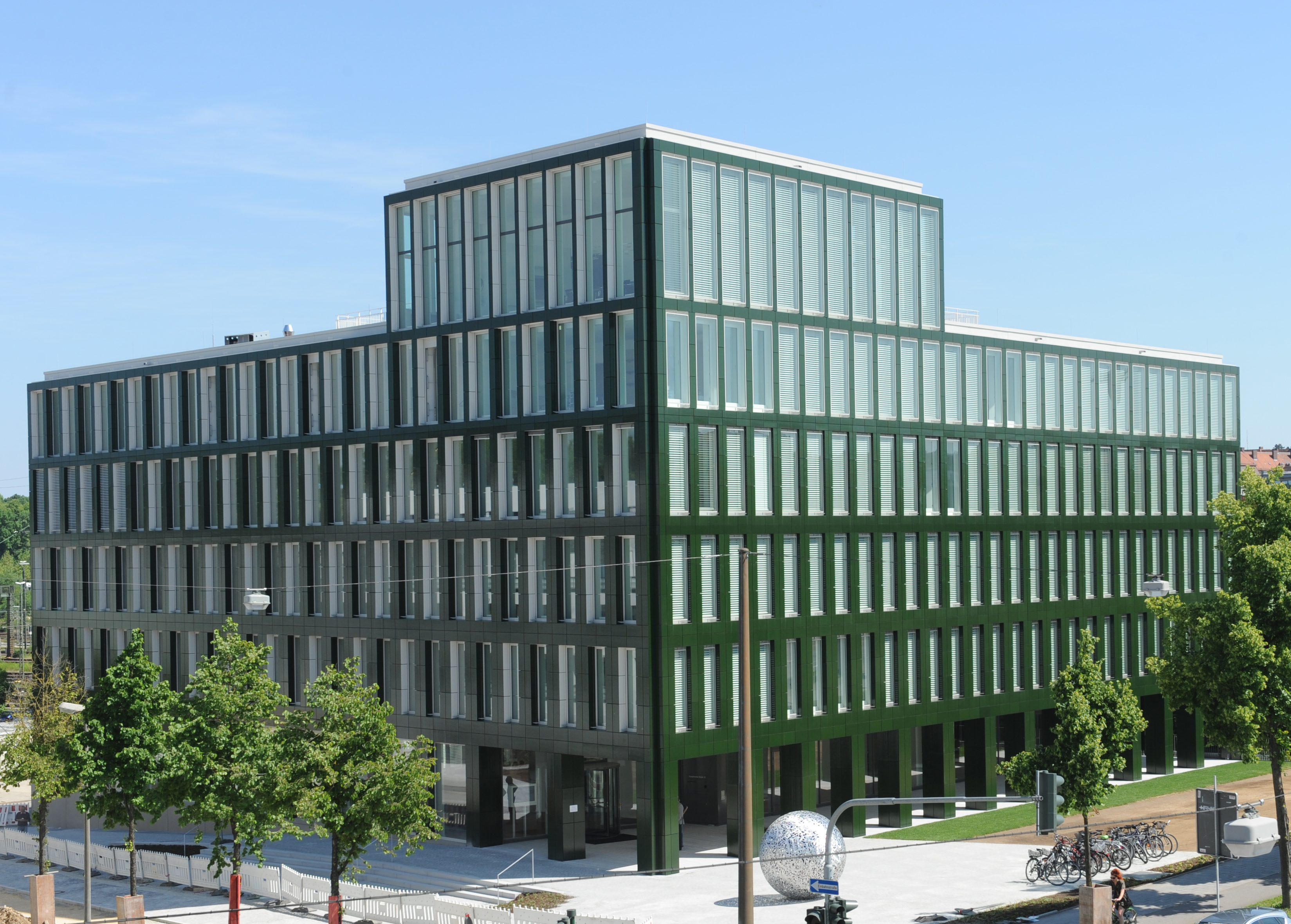
A székház

A Mittelbayerische Zeitung német napilap, regionális újság bajorországi Regensburg székhellyel és a Mittelbayerischer Verlag KG tulajdonában van. A kiadó 1973-ban megvásárolta a Regensburger Tages-Anzeigert. A napilapnak 13 különféle regionális változata van a következő járásokban Regensburg, Kelheim, Cham (itt Bayerwald-Echo és Kötztinger Umschau címen), Neumarkt in der Oberpfalz (itt Neumarkter Tagblatt címen), Amberg-Sulzbach járás és Schwandorf valamint Alsó-Bajorország néhány területén. A lap példányszáma 108 980, a kiadó saját számításai szerint a lap körülbelül 400 ezer olvasót ér el.

## Története
A lapot 1945-ben Karl Friedrich Esser alapította, a kiadó mára 550 alkalmazottat foglalkoztat és az alapító unokáinak Peter és Thomas Esser tulajdonában van. Kiadó Peter Esser, főszerkesztő Manfred Sauerer.
A Mittelbayerische Zeitung valamint a kiadó tulajdonában levő ingyenes hirdetésújság Rundschau a Mittelbayerisches Druckzentrum GmbH & Co. KG nyomdáiban készülnek, amely 2006 óta a kiadó leányvállalata.